# Pinarochroa sordida
A Pinarochroa sordida a madarak osztályának verébalakúak (Passeriformes) rendjébe és a légykapófélék (Muscicapidae) családjába tartozó Pinarochroa nem egyetlen faja.

## Rendszerezése
A fajt Eduard Rüppell német természettudós és kutató írta le 1837-ben, a Saxicola nembe Saxicola sordida néven. Sorolták a Cercomela nembe Cercomela sordida néven is.

## Alfajai
- Cercomela sordida ernesti Sharpe, 1900 - Uganda és Kenya
- Cercomela sordida hypospodia Shelley, 1885 - Tanzánia
- Cercomela sordida olimotiensis Elliott, 1945 - Tanzánia
- Cercomela sordida sordida (Rüppell, 1837)[2] - Etiópia

## Előfordulása
Afrika keleti részén, Eritrea, Etiópia, Kenya, Tanzánia és Uganda területén honos. Természetes élőhelyei szubtrópusi és trópusi magaslati gyepek és cserjések, sziklás környezetben, valamint legelők és szántóföldek. Állandó, nem vonuló faj.

## Megjelenése
Testhossza 15 centiméter, testtömege 18-23 gramm.

## Természetvédelmi helyzete
Az elterjedési területe nagyon nagy, egyedszáma pedig stabil. A Természetvédelmi Világszövetség Vörös listáján nem fenyegetett fajként szerepel.